# Soko J-22 Orao
Soko J-22 Orao (česky orel) je jugoslávský dvoumotorový podzvukový bitevní a průzkumný letoun. Byl navržen jako jednomístná útočná verze nebo jako dvousedadlová verze pro pokročilé létání a bojový výcvik. Vyvinut byl v 70. letech během jugoslávsko-rumunského projektu pro letectva obou zemí. V Jugoslávii byl vyráběn společností SOKO a v Rumunsku výrobcem Avioane Craiova jako IAR-93 Vultur.
22. listopadu 1984 překročil letoun Orao 25101 pilotovaný zkušebním pilotem Marjanem Jelenem zvukovou bariéru během klesání nad základnou Batajnica, čímž se stal prvním strojem navrženým v Jugoslávii, který dosáhl Machova čísla 1. Ve vodorovném letu není letadlo schopno zvukovou bariéru překonat, takže je klasifikováno jako podzvukové.

## Uživatelé
- Bosna a Hercegovina – Zdědila 7 strojů letectva Republiky srbské.[1]
- Srbsko – Srbské letectvo v současnosti má 26 letounů J-22. Flotila se skládá z 9 J-22, 7 NJ-22, 8 IJ-22 a 2 INJ-22. IJ/INJ-22 od roku 2003 nelétají. Ne více než 7 strojů J-22/NJ-22 je vždy ve službě.[2]
- Jugoslávie – Přešly na nástupnické země.

## Specifikace (J-22)

### Technické údaje
- Posádka: Jeden či dva piloti
- Délka: 13,02 m
- Rozpětí: 9,3 m
- Výška: 4,52 m
- Nosná plocha: 26 m²
- Hmotnost prázdného letadla: 5 550 kg
- Maximální vzletová hmotnost: 11 080 kg
- Pohonná jednotka: 2 × proudový motor Rolls-Royce Viper Mk 633-41
  - Tah: 17,79 kN každý
  - Tah s přídavným spalováním:  22,24 kN

### Výkony
- Maximální rychlost: 1 130 km/h
- Pádová rychlost: 185 km/h
- Bojový radius: 522 km
- Přeletový dolet: 1 320 km
- Dostup: 15 000 m
- Počáteční stoupavost: 89 m/s

### Výzbroj
- 2× 23mm kanon GŠ-23L
- 5 × závěs (4 pod křídlem, 1 na trupu) o kapacitě 500 kg (pod křídlem), 800kg (na trupu), celkem 2 800 kg
- Střely AGM-65 Maverick nebo Grom-1 (založené na sovětské Ch-23).
- Pumy serie MK, kazetové pumy BL755, pumy Matra Durandal